# Peter Fonseca
Peter Fonseca, född 5 oktober 1966, är en friidrottare från Kanada. Han deltog vid olympiska sommarspelen 1996.